# كريستوف جرام
كريستوف جرام (ألمانية: Christof Gramm) (مواليد 1958 في روسلسهايم) هو رجل قانون ألماني، ترأس من 2015 إلى 2020 خدمة مكافحة التجسس العسكرية (الاستخبارات العسكرية الألمانية). وهو ثالث مدني يتولى هذا المنصب. باتفاق مع وزيرة الدفاع أنجريت كرامب كارينباور سيحال جرام إلى التقاعد المبكر، وذلك على خلفية حوادث متكررة للتطرف اليميني في صفوف القوات المسلحة الاتحادية الألمانية.

## استشهادات
1. ↑   https://soldat-und-technik.de/mad/. {{استشهاد ويب}}: |url= بحاجة لعنوان (مساعدة) والوسيط |title= غير موجود أو فارغ (من ويكي بيانات) (مساعدة)
2. ↑  "التطرف اليميني يعجل برحيل رئيس استخبارات الجيش الألماني". دويتشه فيله. 24 سبتمبر 2020. مؤرشف من الأصل في 2020-09-25. اطلع عليه بتاريخ 2020-09-25.